# Lu magu delle rose/Cavaddruzzu
Lu magu delle rose/Cavaddruzzu è il 5° singolo di Domenico Modugno.

## Tracce
Lato A
1. Lu magu delle rose (Domenico Modugno)

Lato B
1. Cavaddruzzu (Domenico Modugno)

## Il disco
Ebbe uno scarso riscontro commerciale.

## I brani
Le due canzoni, entrambe in dialetto brindisino, si rifanno alle tematiche e alle sonorità tipiche delle canzoni dei cantastorie. La musica della canzone Cavaddruzzu verrà, anni dopo, riutilizzata da Modugno per quella della strofa di La gabbia, tramite una canzone intermedia, intitolata Un soldato e registrata nel 1969 con l'arrangiamento di Ruggero Cini (questa versione rimarrà inedita fino al 1997, quando sarà inclusa nell'album L'arca di Modugno).
Entrambe non furono più reincise da Modugno.
La seconda canzone è stata ristampata nel 1997 in CD nel disco L'arca di Modugno; la prima non è mai stata ripubblicata.